# Прозрачный суп

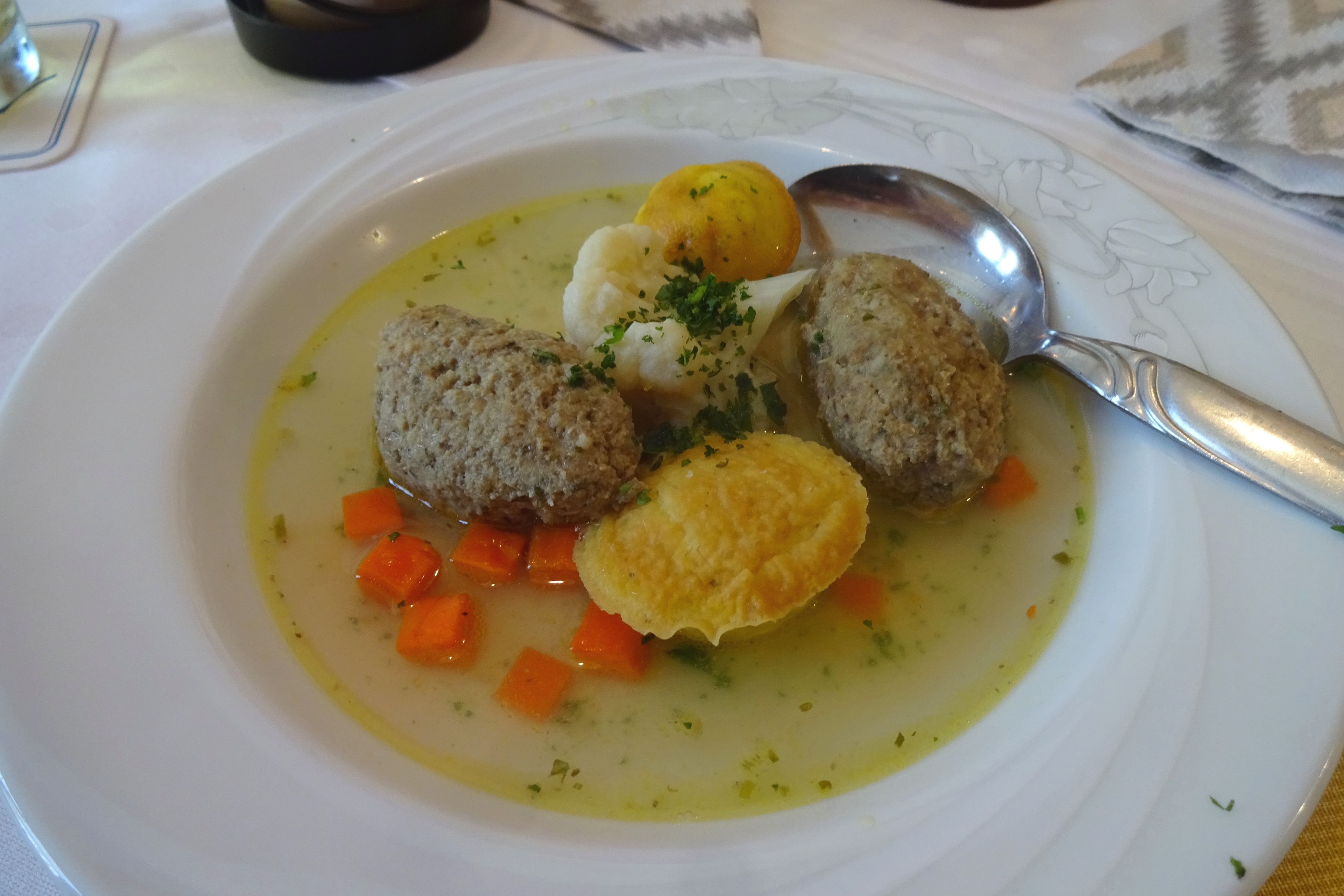
Немецкий свадебный суп с печёночными кнелями, руайалем и овощами

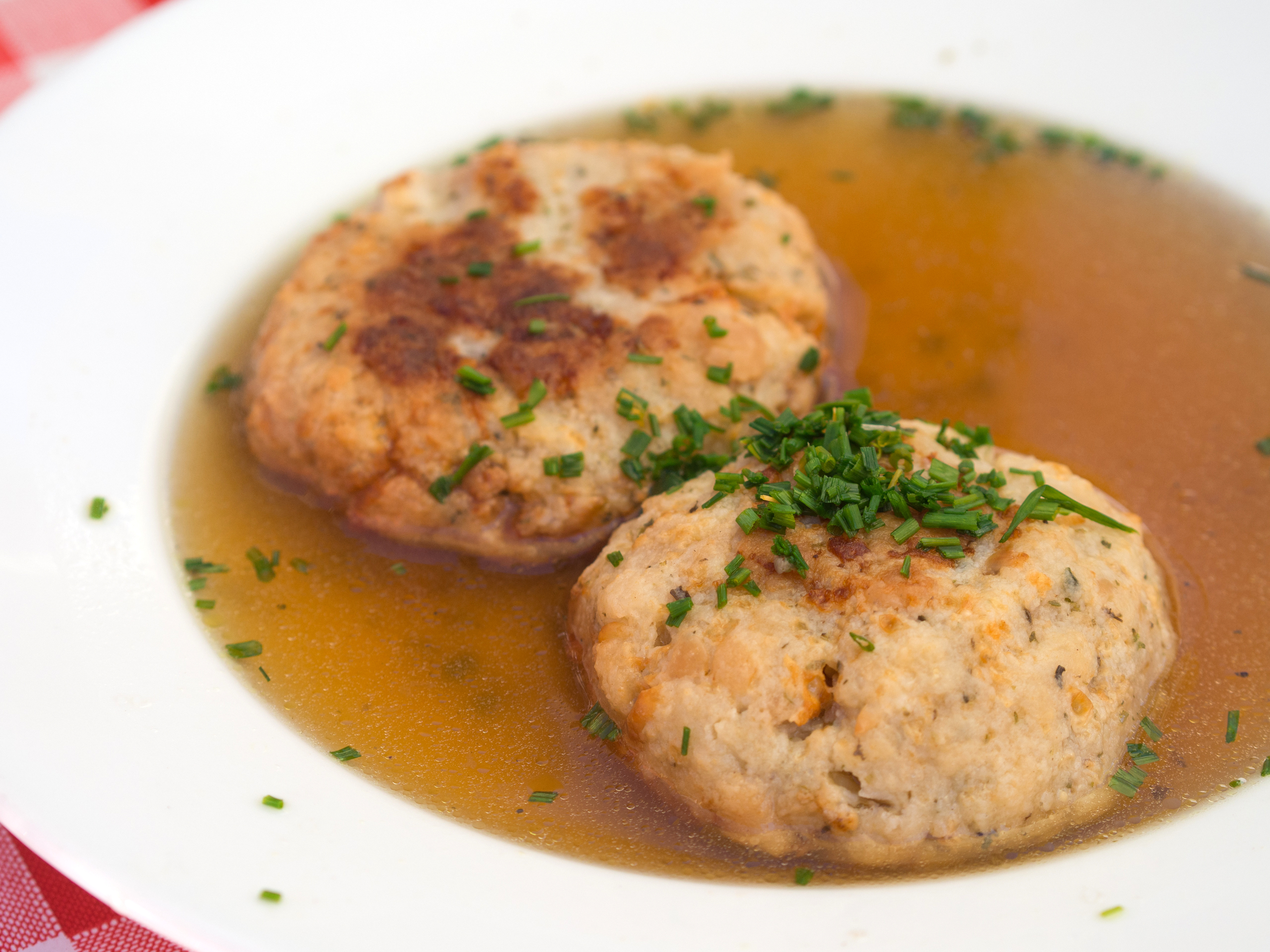
Тирольский суп с сырными кнелями

Прозрачный суп — разновидность горячих супов на основе концентрированных осветлённых, обезжиренных и обогащённых экстрактивными веществами мясных, костных, рыбных и бульонов из птицы с самыми разнообразными овощными, мясными, рыбными и мучными гарнирами. Прозрачные супы в русской кулинарной традиции часто именуются «бульонами»: бульон с овощами и яйцом, с омлетом и шпинатом, с манными клёцками, с блинчиками, с профитролями, с запечённым рисом с сыром. Прозрачным супом является классическая уха.
В противоположность заправочным супам, гарниры для прозрачных супов готовят не в том же бульоне, а отдельно, непосредственно перед подачей их выкладывают в порционную тарелку и заливают бульоном. Так обычно сервируют супы с овощами, фрикадельками, пельменями, клёцками, лапшой и паровым омлетом. Гарнир в виде пирожка, гренок, кулебяки или расстегая подают на отдельной пирожковой тарелке, а бульон обычно сервируют в бульонной чашке.
Мясной бульон для прозрачных супов готовят в течение 3—4 часов на говяжьих и телячьих костях и костях домашней птицы, затем добавляют курятину, говядину и телятину в больших кусках и варят до готовности, снимая жир. После охлаждения готовый бульон оттягивают мясным фаршем с добавлением запечённых или подкопчённых репчатого лука, моркови и белых кореньев в течение полутора часов. В завершение бульон процеживают и доводят до кипения ещё раз. Приготовленные таким образом обезжиренные бульоны могут храниться некоторое время в холодильнике. Острый мясной бульон с красным перцем, обработанный оттяжкой с добавлением мелко нарезанной сырой свёклы и уксуса, приобретает тёмно-малиновый или бордовый цвет и кисловато-сладковатый экстрактивный вкус и называется «борщок», к нему обычно сервируют острые сырные гренки. Куриный бульон для прозрачного супа варят преимущественно из целой курицы в течение 1,5—3 часов и осветляют закладываемыми на конечном этапе сырыми крупно нарезанными морковью и петрушкой вместе с зеленью. Рыбные бульоны готовят на рыбной мелочи и осветляют оттяжкой из икры частиковых рыб, смешанной со взбитым яичным белком и овощами или только яичным белком.